# Wünschet Jerusalem Glück, BWV Anh. 4a
Wünschet Jerusalem Glück (BWV Anhang 4a) ist eine verschollene geistliche Kantate von Johann Sebastian Bach, die er in Leipzig komponierte und am 27. Juni 1730 dort anlässlich der 200-Jahr-Feier der Confessio Augustana aufführte. Der Text dieser Bachkantate stammt von Christian Friedrich Henrici (auch Picander genannt), die Musik ist verloren gegangen.
Der Eingangssatz und beide Arien sind vermutlich Parodien der Ratswahlkantate Wünschet Jerusalem Glück, BWV Anh. 4.